# Bannière Tug

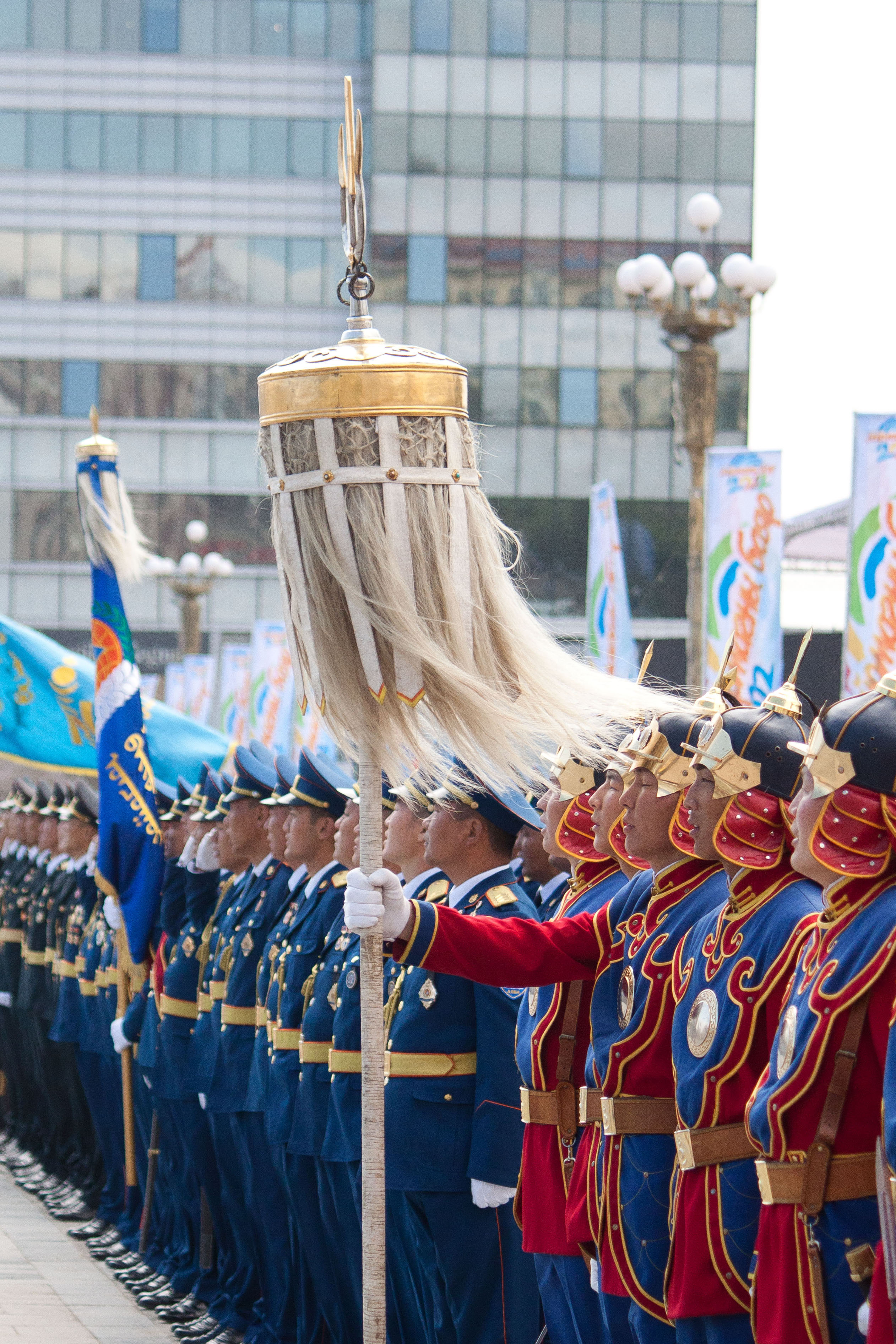
Un tug flottant sur la place Sükhbaatar, à Oulan-Bator.

Un tug (mongol : ᠲᠤᠭ, VPMC : tug, cyrillique : туг tʰʊɡ, littéralement : drapeau ou bannière), ou un sülde , ou encore süld (mongol : ᠰᠦᠯᠳᠡ, VPMC : sülde, cyrillique : сүлд, MNS : süld, littéralement, esprit ou âme, mais aussi blason), est un bâton avec des poils de queue de cheval ou de yak de différentes couleurs disposés en cercle au sommet. Il a toujours été utilisé au cours de la période de l'Empire mongol, et plus tard adopté dans les khanats dérivés turco-mongols et turcs, ainsi que dans l'Empire ottoman (turc : tuğ, طوغ, ṭuġ ou توغ, tuġ). Au XVIIIe siècle, il a également été adopté par la cavalerie Slave (Cosaques, Haïdamaks), sous le nom de bountchouk (en ukrainien : Бунчук ; polonais : Buńczuk).

## Chez les Mongols

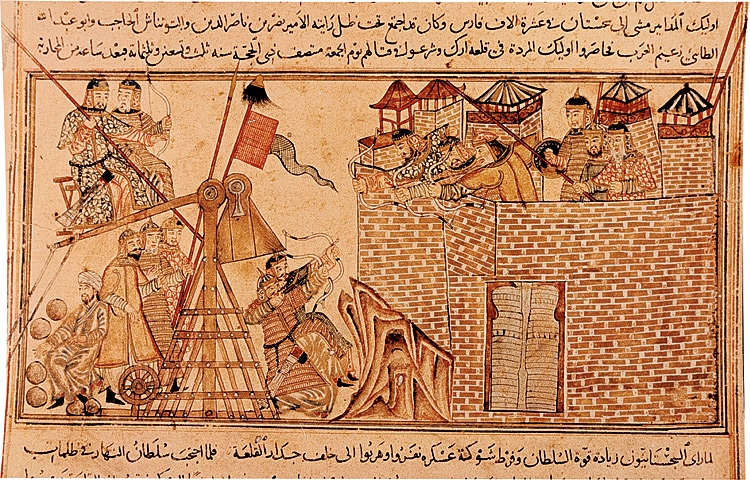
Les Mongols assiégeant une ville du Proche-Orient. Le fanion noir peut être vu derrière le trébuchet. Miniature du début du XIV. De Rachid al-Din, « Histoire du Monde » (Bibliothèque de l'Université d'Edimbourg).

La bannière symbolise les esprits gardiens (du süld) dans le tengrisme. Une bannière de poils blancs est utilisée comme un symbole de paix, tandis que la bannière de poils noirs est réservée aux temps de guerre. L'utilisation de la queue de cheval est symbolique, car les chevaux sont au centre des moyens de subsistance pour les Mongols. Cette particularité rappelle l'utilisation des crins de queue de cheval pour le morin khuur.
L’utilisation originelle de la bannière blanche a disparu au cours de l'Histoire mais la bannière noire a survécu en tant que dépositaire de l'âme de Gengis Khan. Les Mongols ont continué à honorer cette bannière, et Zanabazar (1635-1723) a construit un monastère dont la mission spéciale était la protection de la bannière noire au XVIIe siècle. Vers 1937, la bannière noire a disparu lors de la grande purge des nationalistes, des moines et des intellectuels et de la destruction des monastères.
Les Neuf bannières blanches ont obtenu une nouvelle signification en Mongolie après l'adoption de la démocratie au début des années 1990, comme symbole de l’État mongol traditionnel, en remplacement de l'ancien drapeau rouge communiste. 

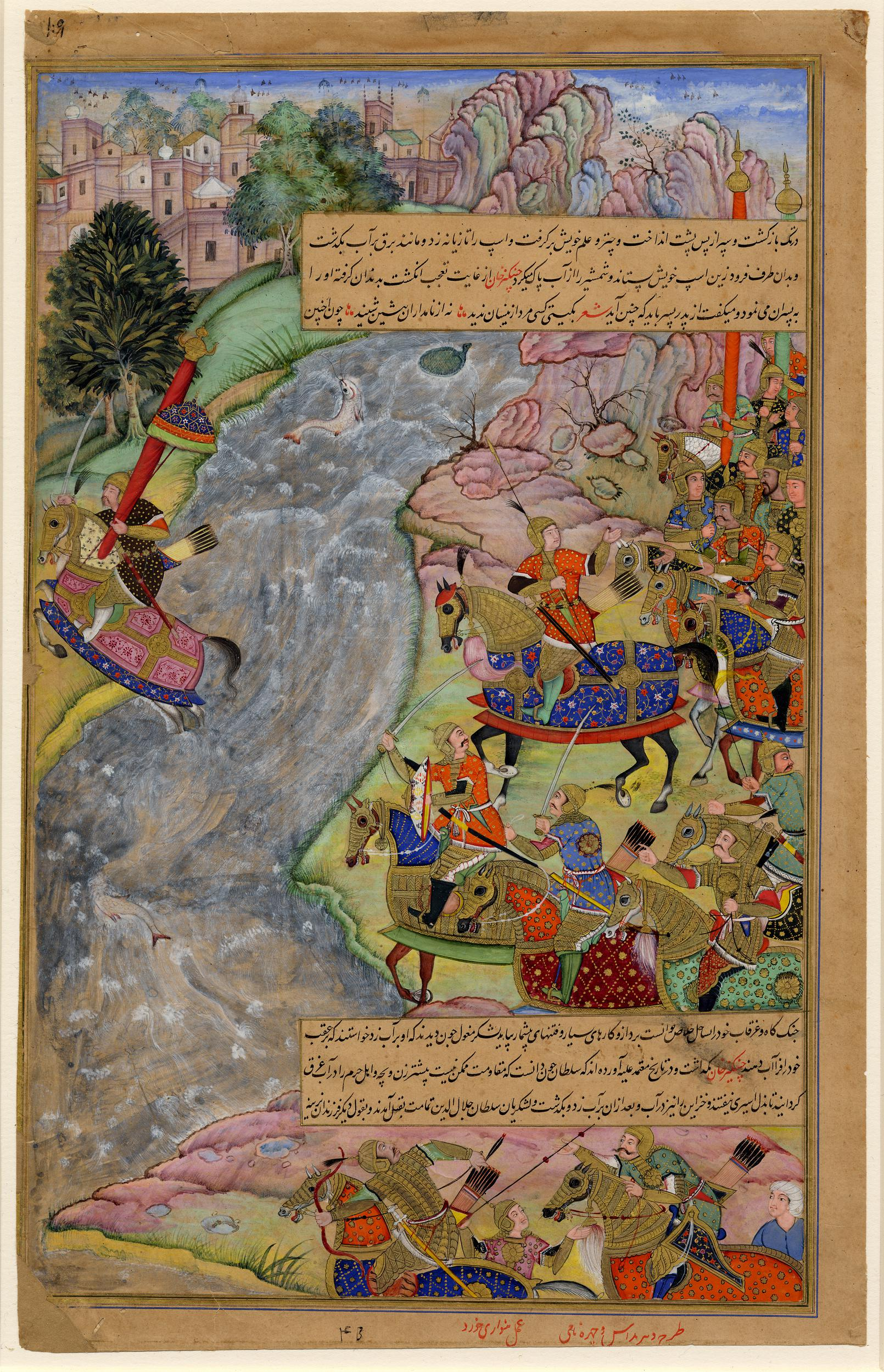
Jalâl al-Dîn Mankobirti traversant la rivière et échappant à l'armée de Gengis Khan pendant la Bataille de l'Indus, enluminure d'environ 1600

La bannière étatique adoptée par les Mongols, les Yesön Khölt tsagaan tug (mongol : Есөн хөлт цагаан туг) ou « Neuf bases de bannières blanches », est composée de neuf mâts de drapeau décorés avec les crins de la queue d'un cheval blanc pendant depuis la surface ronde au sommet, avec une flamme ou un trident sur le dessus. Les neuf bannières blanches sont un emblème de paix utilisé exclusivement par les khans en face de leur yourte. La bannière centrale, de plus grande taille, est placée au centre des huit autres. La version mongole moderne des neuf bannières blanches est conservée dans le Palais du Gouvernement à Oulan-Bator.
Le Dörvön khölt khar sulde, ou bannière noire à quatre bases a été utilisée en temps de guerre. Elle se compose des crins de la queue d'un cheval noir. Selon les illustrés japonais de la chronique Mōko Shūrai Ekotoba, la bannière de la flotte mongole de la dynastie Yuan qui a envahi le Japon était noire. La bannière mongole noire moderne est conservée au Ministère de la Défense.

## Chez les Turcs

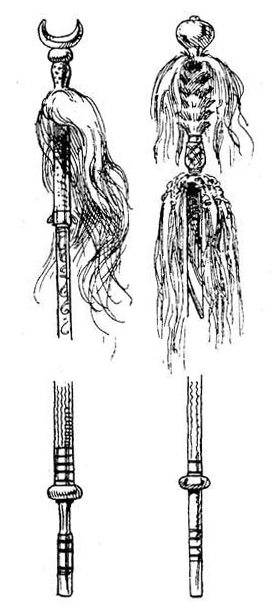
tugs turcs du XVIIe siècle

## Chez les Tibétains

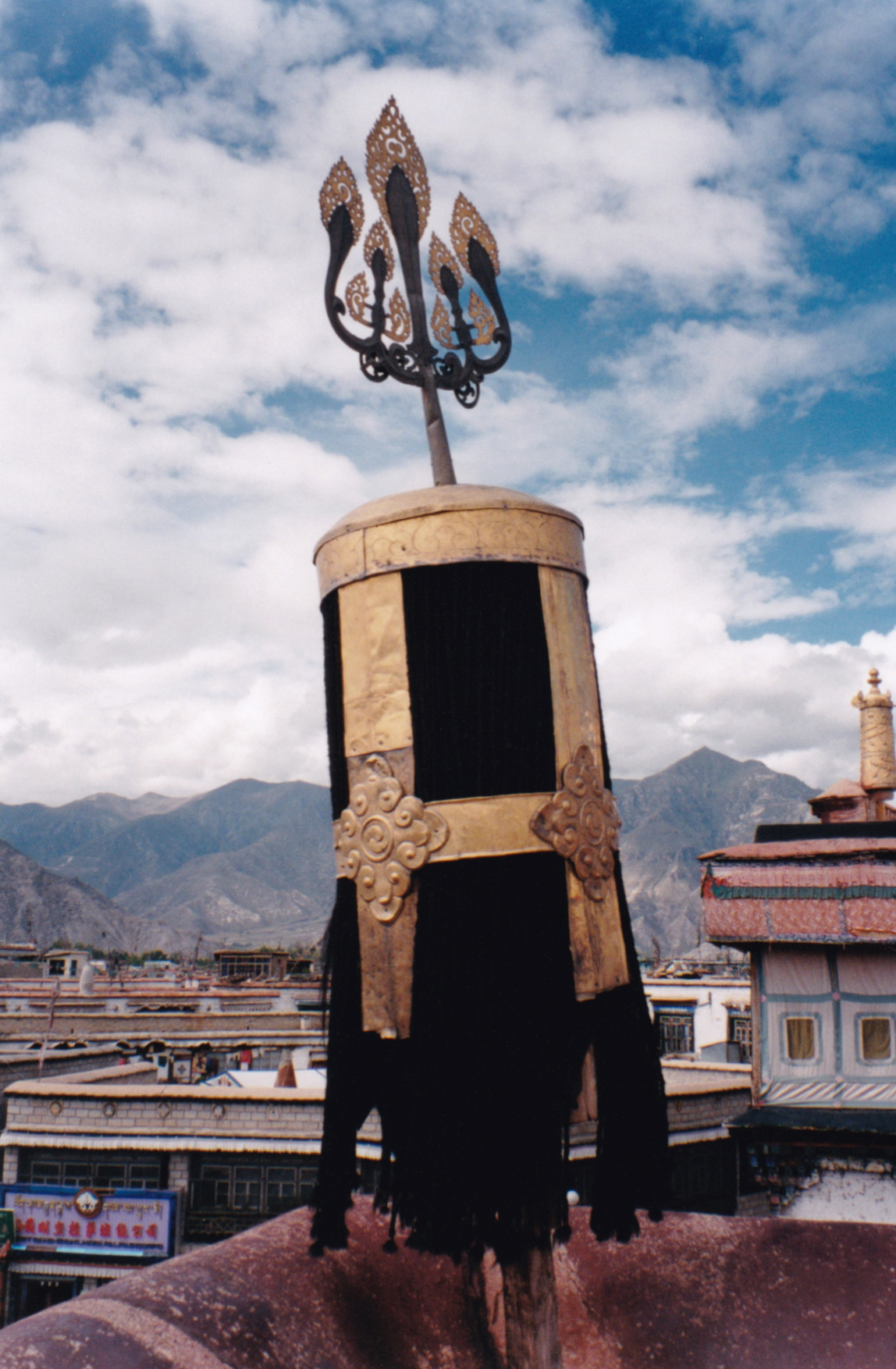
Dhvaja ou gyaltsen à Lhassa

Chez les Tibétains, le même symbole se nomme gyaltsen (tibétain : རྒྱལ་མཚན, Wylie : rgyal-msthan, THL : gyaltsen, littéralement bannière) et est également connu sous le terme sanskrit de dhvaja (sanskrit : ध्वज). Il a été intégré aux religions locales: chamanisme bön et bouddhisme.
On retrouve également le symbole réunissant la lune et le soleil surmontés d'une flamme dans le bouddhisme tibétain.
Un autre élément de la culture chamanique mongole intégré à la culture tibétaine est l'ovoo, sous le nom de lhapsa.